# Camponotus depressiceps
Camponotus depressiceps é uma espécie de inseto do gênero Camponotus, pertencente à família Formicidae.